# خوزه مانوئل پینتو
خوزه مانوئل پینتو کلورادو (به اسپانیایی: José Manuel Pinto Colorado) (زاده ۸ نوامبر ۱۹۷۵ در کادیز) فوتبالیست بازنشسته اسپانیایی که در پست دروازه بان برای بارسلونای اسپانیا بازی می‌کرد. وی اکنون خواننده است .

## دوران باشگاهی

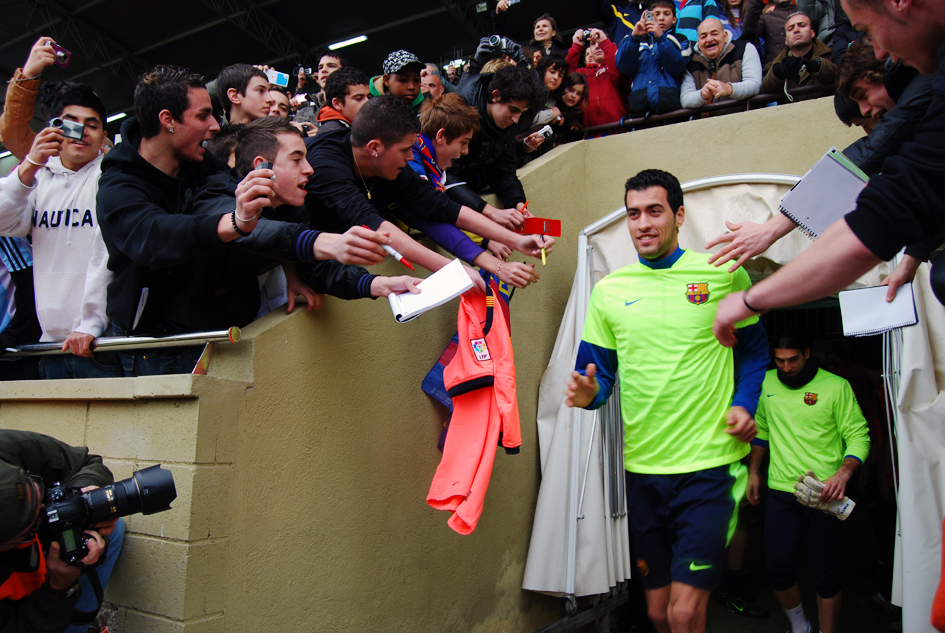

پینتو محصول آکادمی جوانان باشگاه رئال بتیس است. او از آکادمی باشگاه به تیم اصلی راه یافت و نخستین بازیش را به عنوان یار جایگزین در برابر سانتاندر در فصل ۹۸-۱۹۹۷ انجام داد.
پینتو فصل بعد به سلتاویگو رفت و در این تیم موفق به کسب جایزه زامورا در فصل ۲۰۰۶-۲۰۰۵ شد. او در این فصل در ۳۷ دیدار تنها ۲۹ گل دریافت کرد.
وی در سال ۲۰۰۸ با یک قرارداد قرضی به بارسلونا پیوست. پینتو در آن فصل جایگزین آلبرت خورکرای مصدوم شد و نخستین بازیش را ۲۶ آوریل در برابر دپورتیو لاکرونیا انجام داد. بارسلونا در این بازی ۰-۲ شکست خورد.